# Gladsaxefortet
Gladsaxe Fort er et trekantfort og indgår som det sydligste af den kæde af forter, der i begyndelsen af 1890erne blev opført mellem Vestvolden og Dyrehaven.
Fortet er opført 1892 og stod færdigt i august 1893. Fortet var i brug til 1920. Fortet er et kasematteret betonstøbt trekantfort med en tør grav, og det er magen til Bagsværdfortet. Anlæggets fortskærme er i 1980erne blevet restaureret og har den bedst bevarede fortskærme blandt trekantforterne.

## Galleri
- Struben og strubekaponieren
- Saillantkaponieren
- Saillantkaponieren indvendig